# NK Zvijezda Gradačac
NK Zvijezda Gradačac este o echipă de fotbal din Gradačac, Bosnia și Herzegovina.

## Istorie
Clubul a fost fondat în anul 1922 sub numele Vardar. După Al Doilea Război Mondial clubul și-a schimbat numele în Zvijezda. Până în 1992, Zvijezda a jucat în ligi inferioare. Cel mai mare succes a fost atins în anul 1978 când Zvijezda a promovat în Prima ligă bosniacă.

## Titluri
- Prima Ligă Bosniacă:

Campioni (1): 2008